# ۴۸۵ (قمری)
۴۸۵ (قمری)، چهارصد و هشتاد و پنجمین سال در گاهشماری هجری قمری است. اول محرم این سال برابر با هجدهم فوریه سال ۱۰۹۲ میلادی است.

## وابسته
- نظام‌الملک